# Andrew Simpson (attore)
Andrew Gerard Simpson (Derry, 1º gennaio 1989) è un attore britannico.

## Biografia
Nato a Derry, nell'Irlanda del Nord, si è poi trasferito con la famiglia nel Donegal nella Repubblica d'Irlanda. Ha due sorelle Sarah e LeAnna, rispettivamente la più grande e la più piccola della famiglia. È stato individuato dal talent scout Patrick Duncan, durante una sua esibizione in un festival. Quest'ultimo stava lavorando per Aisling Walsh, poi regista di Angeli ribelli (2003), film nel quale Andrew fa il suo esordio nel cinema interpretando Gerard Peters 458.
Nel 2006, ha recitato nel film di Richard Eyre Diario di uno scandalo, nel ruolo di Steven Connelly, un allievo di quindici anni che porta avanti una segreta relazione con la professoressa di arte. Dal 2010 frequenta la London School of Economics, dove studia legge. Dopo aver intrapreso una carriera come manager d'hotel e aver portato avanti la sua carriera artistica con ruoli minori per tale periodo di tempo, a partire dal 2015 riprende ad ottenere ruoli di rilievo apparendo in film come The Survivalist e Road Games, quest'ultimo in qualità di protagonista. Negli anni successivi continua a lavorare fra televisione e cinema, figurando fra gli altri nel cast principale della miniserie Rebellion e del film A Good Woman Is Hard to Find.

## Filmografia

### Cinema
- Angeli ribelli (Song for a Raggy Boy), regia di Aisling Walsh (2003)
- Diario di uno scandalo (Notes on a Scandal), regia di Richard Eyre (2006)
- Perrier's Bounty, regia di Ian Fitzgibbon (2009)
- Good Vibration, regia di Lisa Barros D'Sa (2013)
- The Survivalist, regia di Stephen Fingleton (2015)
- Road Games, regia di Abner Pastoll (2015)
- A Good Woman Is Hard to Find, regia di Abner Pastoll (2015)
- Nightride, regia di Stephen Fingleton (2021)

### Televisione
- Saving the Titanic − Film TV, regia di Maurice Sweeney (2012)
- White Heat − Miniserie TV, 1 episodio (2012)
- The Life and Adventures of Nick Nickleby − Miniserie TV, 5 episodi (2012)
- Coming Up − Serie TV, 1 episodio (2013)
- Killing All the Flies − Film TV, regia di Hanna Maria Heidrich (2015)
- Rebellion − Miniserie TV, 5 episodi (2016)